# Grote Prijs Raf Jonckheere 1993
De 43e editie van de Belgische wielerwedstrijd Grote Prijs Raf Jonckheere werd verreden op 26 juli 1993. De start en finish vonden plaats in Westrozebeke. De winnaar was Wim Omloop, gevolgd door Kurt Verleden en Peter Spaenhoven.

## Uitslag
| Grote Prijs Raf Jonckheere 1993 |                  |                  |          |
| Plaats                          | Naam             | Ploeg            | Tijd     |
| Winnaar                         | Wim Omloop       | La William-Duvel | 4u00'00" |
| 2                               | Kurt Verleden    | Willy Naessens   |          |
| 3                               | Peter Spaenhoven | Primator-Palmans |          |
| 4                               | Danny Daelman    |                  |          |
| 5                               | Marc Dierickx    |                  |          |

1951 · 1952 · 1953 · 1954 · 1955 · 1956 · 1957 · 1958 · 1959 · 1960 · 1961 · 1962 · 1963 · 1964 · 1965 · 1966 · 1967 · 1968 · 1969 · 1970 · 1971 · 1972 · 1973 · 1974 · 1975 · 1976 · 1977 · 1978 · 1979 · 1980 · 1981 · 1982 · 1983 · 1984 · 1985 · 1986 · 1987 · 1988 · 1989 · 1990 · 1991 · 1992 · 1993 · 1994 · 1995 · 1996 · 1997 · 1998 · 1999 · 2000 · 2001 · 2002 · 2003 · 2004 · 2005 · 2006 · 2007 · 2008 · 2009 · 2010 · 2011 · 2012 · 2013 · 2014 · 2015 · 2016 · 2017 · 2018 · 2019 · 2020 · 2021 · 2022